# Ectropis divisaria
Ectropis divisaria är en fjärilsart som beskrevs av Walker 1860. Ectropis divisaria ingår i släktet Ectropis och familjen mätare. Inga underarter finns listade i Catalogue of Life.